# Humedal La Vaca
El Humedal La Vaca también como humedal de Techovita, es uno de los diecisiete (17) humedales de la ciudad de Bogotá reconocidos como Reserva Distrital de Humedal (RDH). Se encuentra ubicado en la localidad de Kennedy, en la ciudad de Bogotá. Específicamente entre el Amparo y Corabastos, al oriente de la Avenida Ciudad de Cali y la Carrera 88 y se extiende desde la calle 45bis sur hasta la calle 35 sur. El ecosistema se encuentra a una altitud de 2656 metros sobre el nivel del mar.
El humedal La Vaca es un ecosistema intermedio entre lo acuático y lo terrestre, cuenta con porciones húmedas, semihúmedas y secas. Cuenta con una extensión de 7,98 Ha. y pertenece a la UPZ80.
Los terrenos están conformados por dos sectores principales. El primer sector limita al oriente con el barrio Villa Emilia, el occidente con el Barrio la María, al norte con el barrio Villa de la Torre y al sur con el barrio Villa Nelly. El segundo sector limita al norte con la Central de Abastos,al oriente con la av.(cr.80) Agoberto Mejía  al sur con el Parque Metropolitano Cayetano Cañizares, al occidente  con los barrios Cañizares y el Amparo.
Conexiones erradas y residuos sólidos. 
El problema del arrojo de residuos sólidos a los humedales genera terribles daños al ecosistema, vemos miles de botellas, bolsas, paquetes, electrodomésticos, mobiliario, entre miles de cosas arrojadas directamente a los ríos, al humedal o al alcantarillado de aguas lluvias. Es el único humedal que cuenta con un biofiltro en su interior, que permite limpiar sus aguas afluentes.

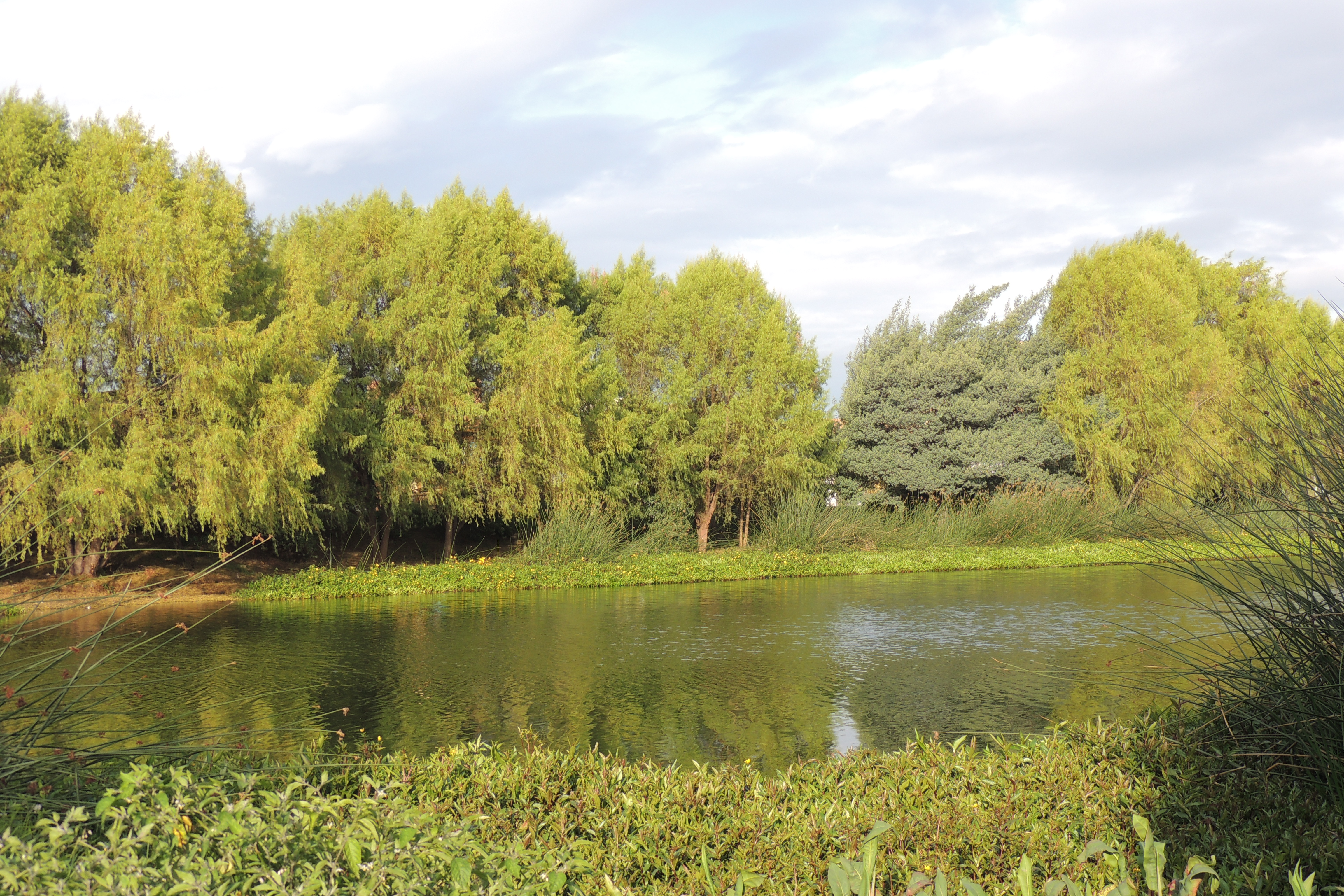
Humedal La Vaca, Bogotá, Colombia, 2019

## Flora
La flora se encuentran en un gran deterioro. Se pueden encontrar especies nativas como el mirasol de agua (bidens laevis), cajeto (citharexylum  subflavescens), corono (xylosma spiculiferum),  arrayán (myrcianthes leucoxyla), entre otras y especies invasoras como el pasto kikuyo (pennisetum clandestinum), acacia negra (acacia melanoxylon) y acacia amarilla (acacia decurrens). 

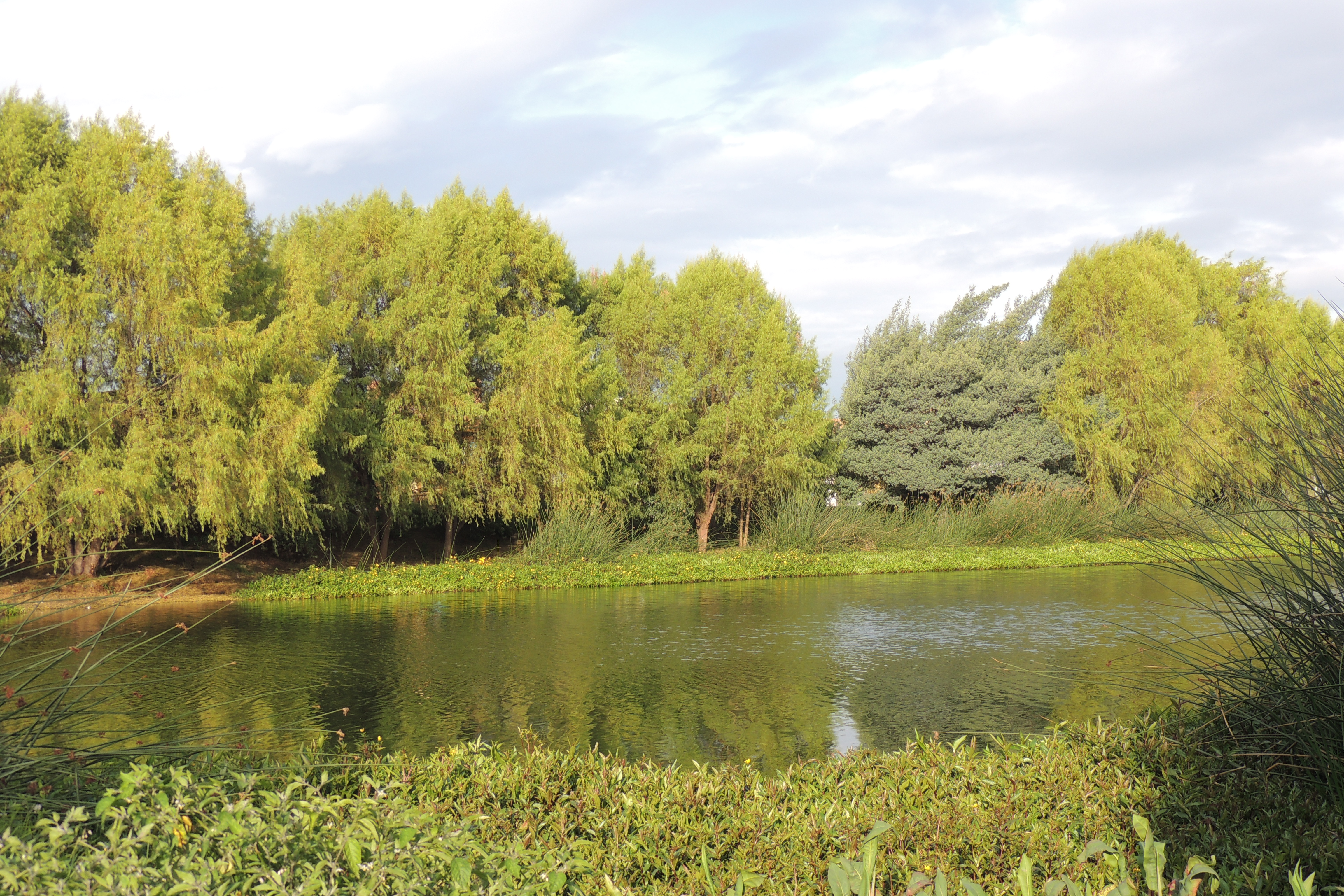
Especies arbóreas en el Humedal La Vaca.

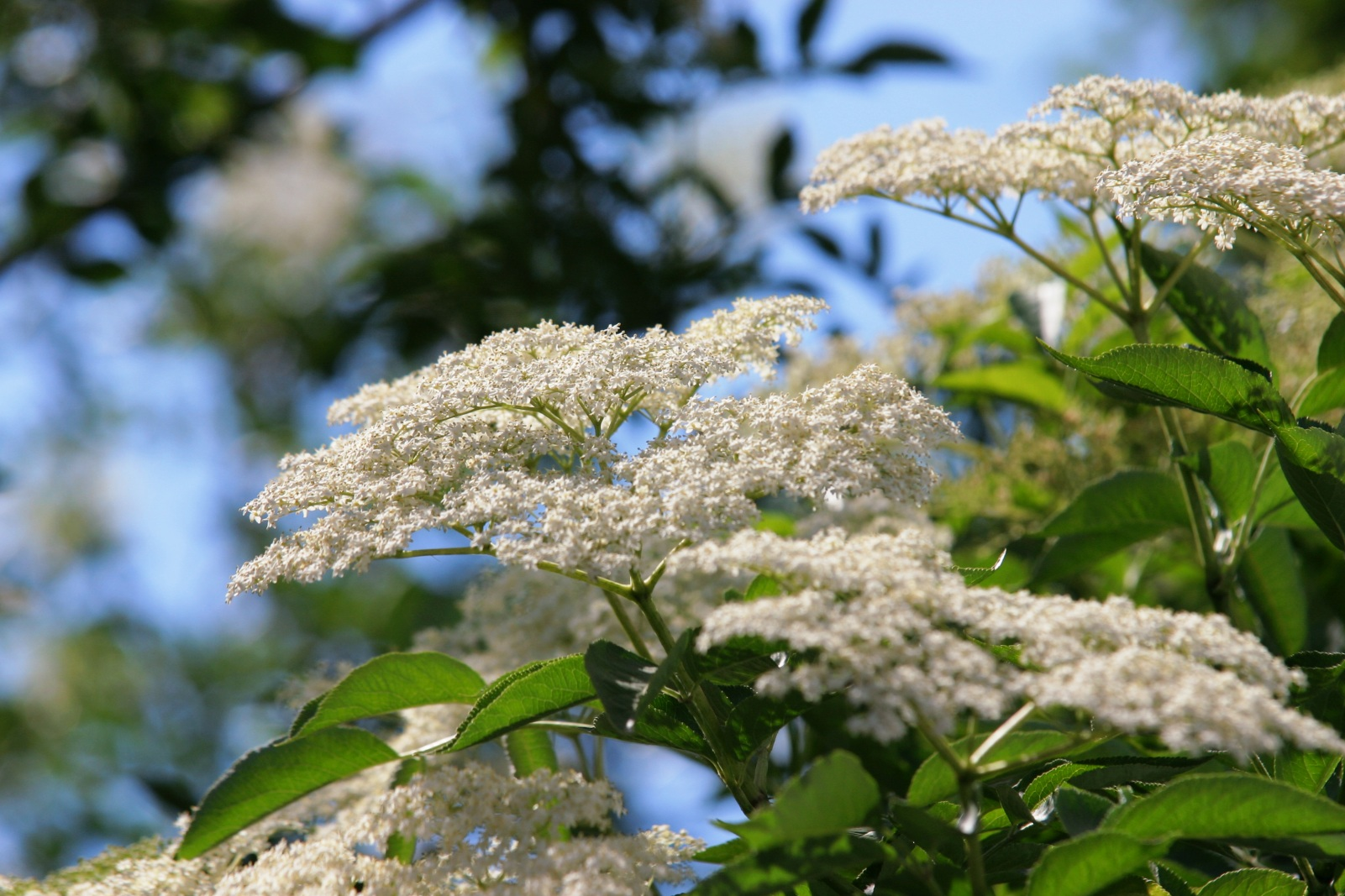
Flor de sauco (sambucus), especie arbórea característica del humedal.

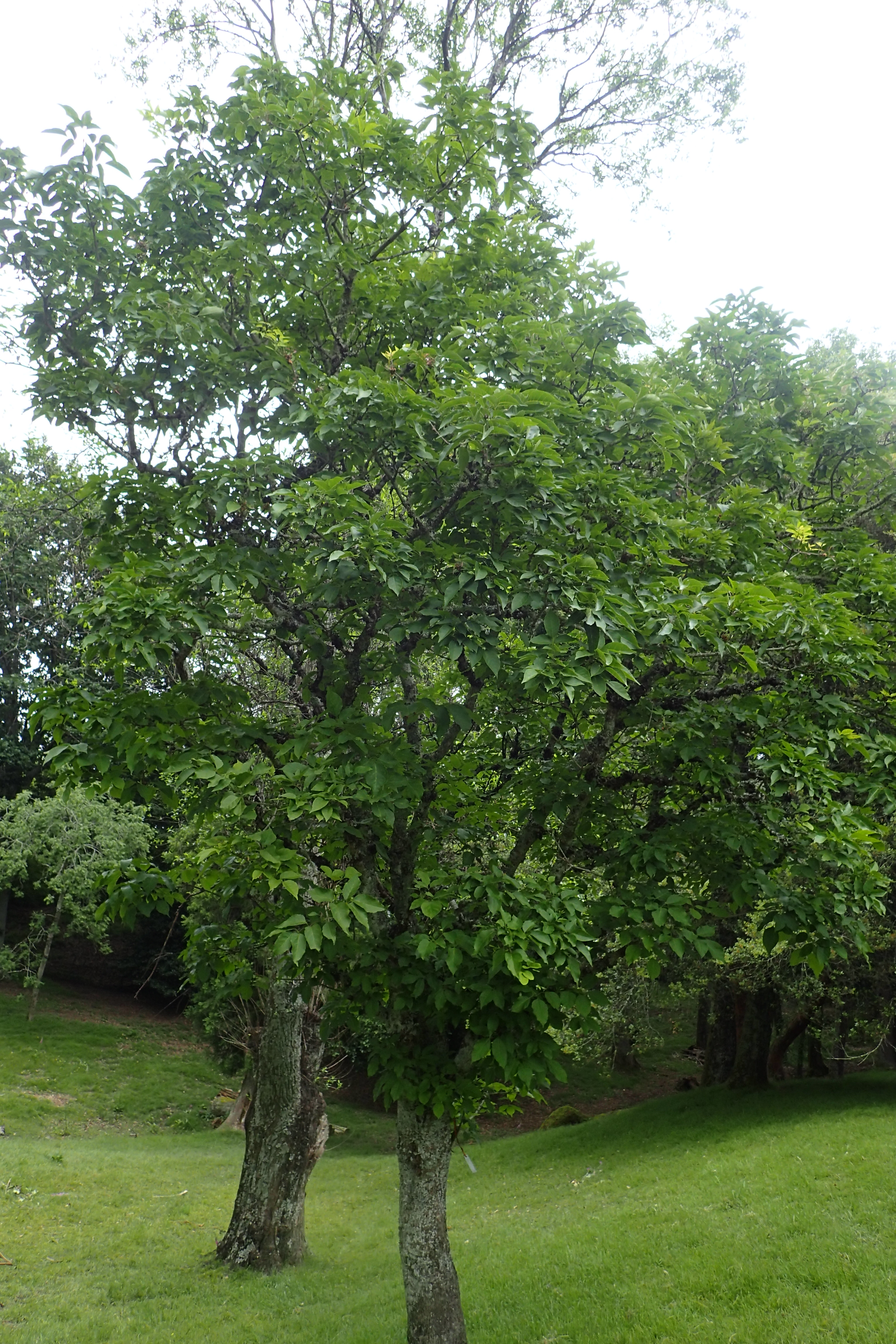
Árbol de Urapán (Fraxinus chinensis).

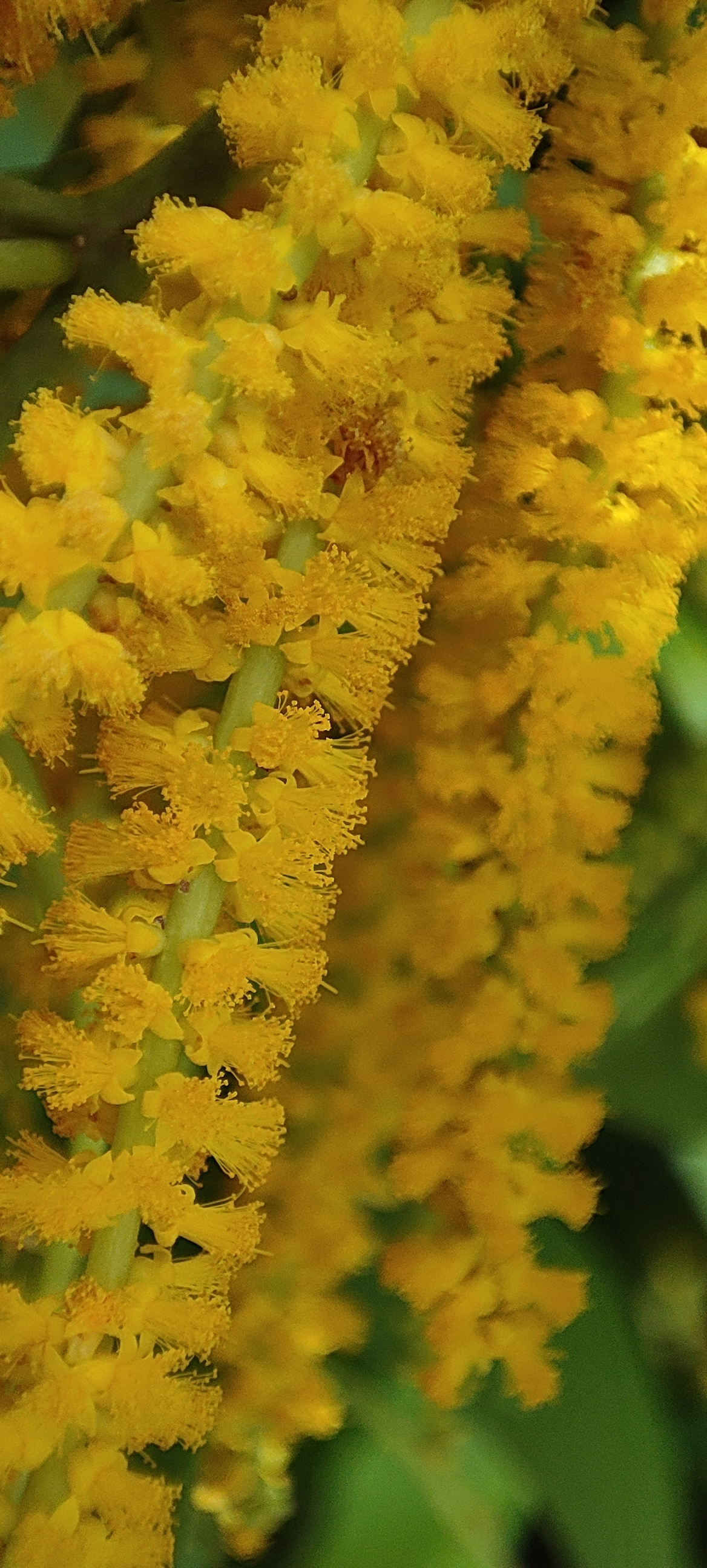
Flor de acacia.

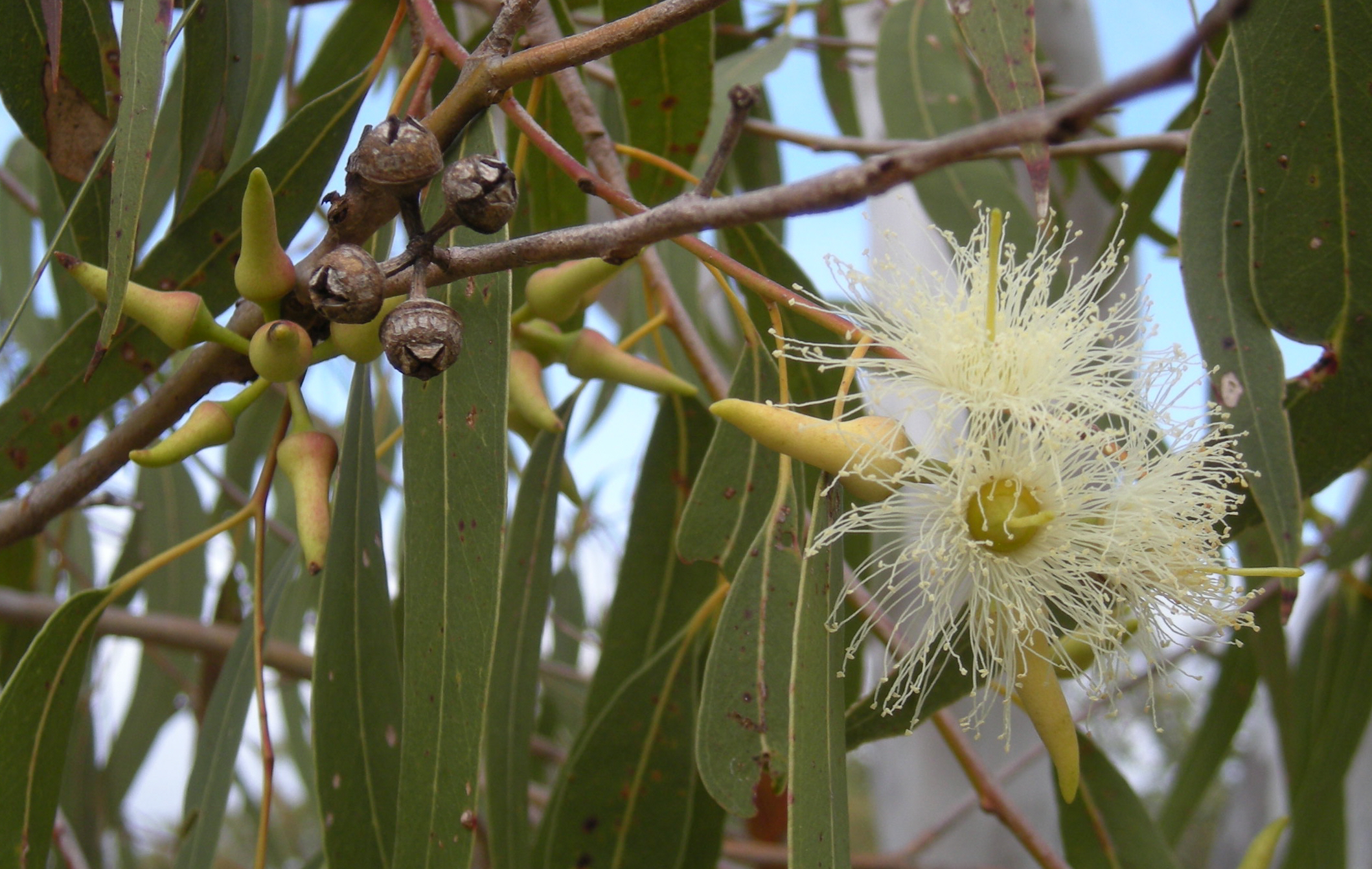
Flor de Eucalipto.

En la vegetación acuática se identifican especies como las lentejas de agua (lemnoideae), rendonditas de agua (Hydrocotyle ranunculoides), amor seco acuático, botoncillo (bidens laevis) y barbasco (deguelia utilis). Además de especies introducidas como Saúcos, Urapán, acacia y eucalipto.
| Nombre             | Especie                    | Imagen |
| ------------------ | -------------------------- | ------ |
| Mirasol de agua    | Bidens laevis              |        |
| Cajeto             | Citharexylum subflavescens |        |
| Corono             | Xylosma spiculiferum       |        |
| Arrayán            | Myrcianthes leucoxyla      |        |
| Pasto kikuyo       | Pennisetum clandestinum    |        |
| Acacia negra       | Acacia melanoxylon         |        |
| Acacia amarilla    | Acacia decurrens           |        |
| Lentejas de agua   | Lemnoideae                 |        |
| Redonditas de agua | Hydrocotyle ranunculoides  |        |
| Botoncillo         | Bidens laevis              |        |

## Fauna

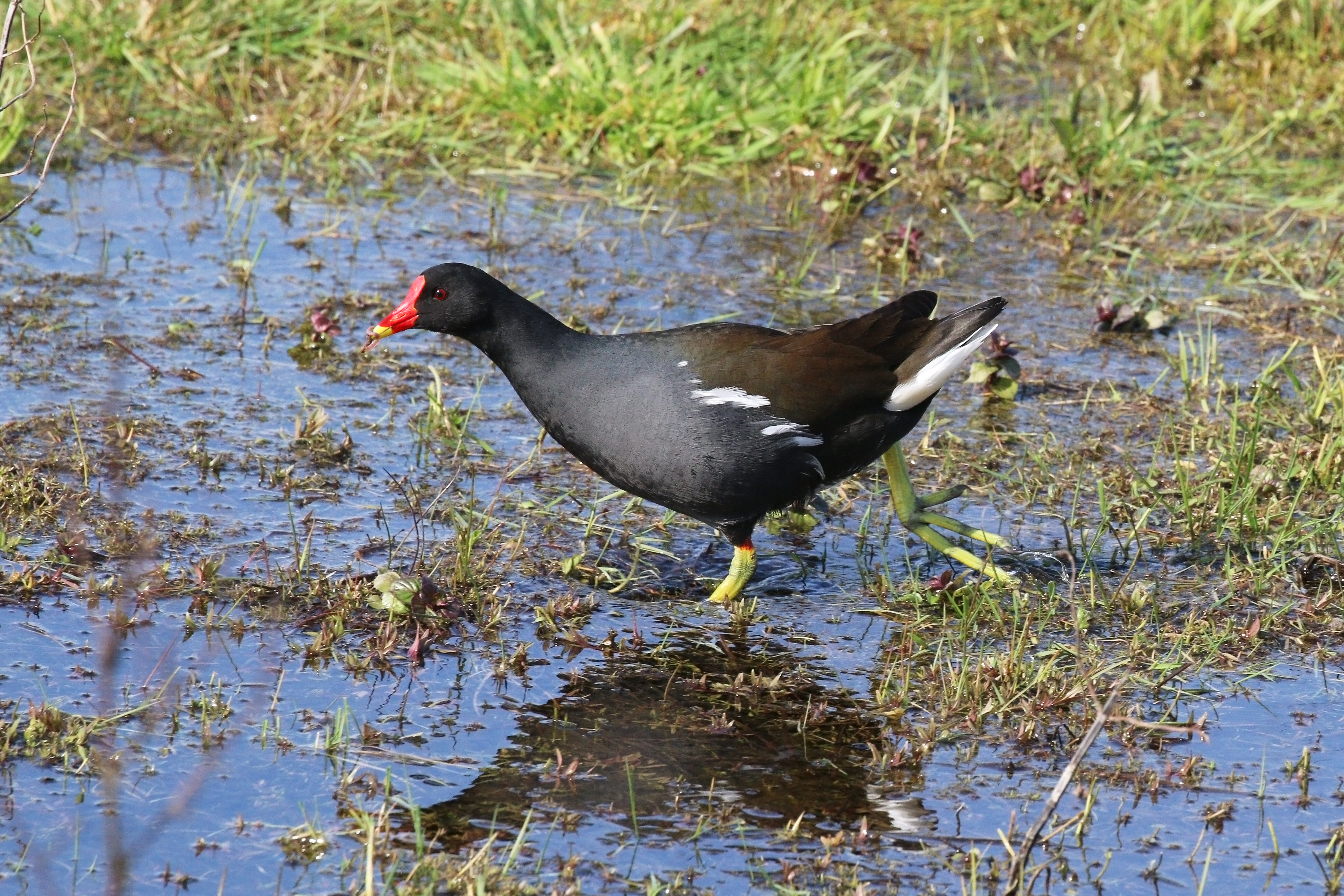
Tingua de pico rojo (Gallinula chloropus).

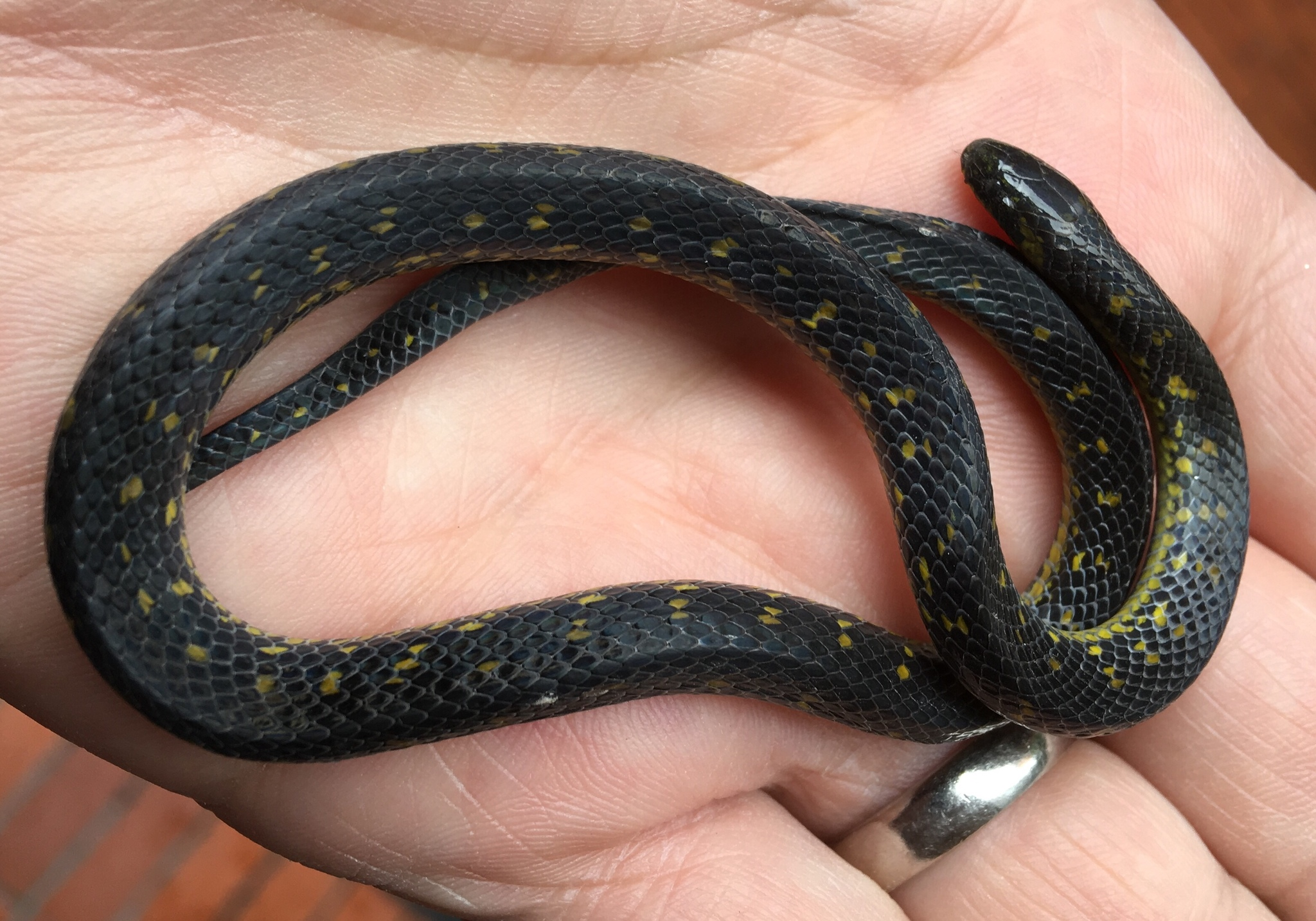
Atractus crassicaudatus

La fauna disminuyó de forma drástica por el deterioro del ecosistema. Sin embargo, el humedal cuenta con 85 especies registradas de aves, destacando la Tingua de pico rojo (Gallinula chloropus).  También se ha reportado la presencia de anfibios de la especie Rana sabanera (Dendropsophus labialis), reptiles de la especie Culebra sabanera (Atractus crassicaudatus) y mamíferos de la especie Ratón doméstico (Mus musculus).

## Historia
El humedal recibe el nombre muisca de Techovita en honor al cacique dueño de estos territorios. En la década de 1930, con la construcción del aeropuerto de Techo y la avenida de Las Américas se fraccionó la laguna El Tintal en cinco cuerpos de agua, ellos dieron origen a cinco humedales entre ellos el Humedal La Vaca.
Desde entonces, el humedal ha presentado un constante deterioro debido al crecimiento demográfico de la ciudad, además de convertirse en centro de la violencia y la drogadicción. Estas causas se originaron desde años 70 con la aparición de invasiones de barrios subnormales el cual se fue incrementándose con el transcurso de los años junto al incremento de los rellenos y ventas ilegales.
A principios del siglo XX, el Humedal La Vaca se destacaba como uno de los más grandes de la ciudad. Formaba parte de la antigua Laguna del Tintal y pertenecía al sistema hidrológico de los ríos Fucha y Tunjuelo, junto con los humedales vecinos de Tibanica, Techo y El Burro. Años después, el humedal fue declarado Parque Ecológico Distrital de Humedal mediante el Decreto 190 de 2004 dentro del Plan de Ordenamiento Territorial donde también se establece el régimen de usos para este ecosistema.
Gracias a la preocupación de los vecinos de los barrios El Amparo y Patio Bonito y de la misma plaza de Corabastos que rodea al ecosistema, desde el año 2006 la empresa de Acueducto y Alcantarillado de Bogotá comenzó un plan de recuperación. Este involucro la reubicación de más de 150 familias que se habían asentado en el lugar de manera ilegal como el retiro de sedimentos y escombros. El sistema de alcantarillado se ajustó para evitar que las aguas negras llegasen al lugar. Además se sembraron 1090 árboles para restaurar el balance ecológico del humedal.
El futuro del humedal es crítico ya que el 95% de sus terrenos se encuentran invadidos y se estima que el número de habitantes puede continuar incrementándose . Se ha identificado que la comunidad de la zona no tiene el interés de recuperar el ecosistema.